# Valeriodes heterocampa
Valeriodes heterocampa är en fjärilsart som beskrevs av Moore 1882. Valeriodes heterocampa ingår i släktet Valeriodes och familjen nattflyn. Inga underarter finns listade i Catalogue of Life.